# Hamam
Hamam (italià: Il bagno turco, estrenada en anglès com Steam: The Turkish Bath) és una pel·lícula italo-turca-espanyola de 1997 dirigida per Ferzan Özpetek sobre les poderoses transformacions que certs llocs poden causar en les persones.

## Argument
Francesco (Alessandro Gassman) i Marta (Francesca d'Aloja) són una parella tensa romana que dirigeix una petita empresa de disseny. El seu matrimoni, que havia estat el més important per a tots dos, ha perdut tot sentit. Francesco perd l'interès per la Marta, la qual cosa la porta a iniciar una aventura amb Paolo, el seu soci de negocis.
La tia de Francesco, Anita, l'ovella negra de la família, mor a Istanbul, on Francesco va per intentar vendre la propietat que ha heretat el més aviat possible.
La família que havia gestionat la propietat sota la supervisió i direcció de l'Anita l'acull amb hospitalitat, però estan preocupats pel que els depara el futur. El seu fill petit Mehmet (Mehmet Günsür) està especialment ansiós per mostrar-se al seu guapo convidat.
Quan Francesco descobreix que la propietat inclou un hamam abandonat, un bany turc, decideix restaurar el hamam i reobrir-lo al públic. Durant la restauració, comença una relació amb Mehmet.
Mentrestant, la Marta arriba a Istanbul per divorciar-se ràpidament de Francesco, però es sorprèn quan s'adona del molt que Francesco ha canviat del seu vell jo: tant el hamam com l'afecte incondicional de Mehmet eren just el que necessitava, donant li retorna un propòsit a la vida. La Marta s'enamora de nou d'ell, fent que Roma i el divorci perdin importància per a ella.
La falta de voluntat de Francesco per vendre la propietat li comporta enemics, alguns dels quals finalment l'assassinen.
La Marta decideix quedar-se a Istanbul i dirigir el hamam, l'escena final suggereix que s'ha convertit en una segona Anita.

## Repartiment
- Alessandro Gassman com a Francesco
- Francesca d'Aloja com a Marta
- Carlo Cecchi com a Oscar
- Halil Ergün com a Osman
- Serif Sezer com a Perran
- Mehmet Günsür com a Mehmet
- Basak Köklükaya com a Fusun
- Alberto Molinari com a Paolo
- Zozo Toledo com a Zozo
- Ludovica Modugno com la veu de la tia Anita (veu)

Altres membres del repartiment; Zerrin Arbas, Necdet Mahfi Ayral, Murat Ilker i Alper Kul.

## Reconeixements
Fou prsentada a la Quinzena de Cineastes del 50è Festival Internacional de Cinema de Canes.: A Itàlia va guanyar el Nastro d'argento al millor productor (1998). També va rebre el premi del públic a la XVIII edició de la Mostra de València i la Taronja d'or al Festival Internacional de Cinema d'Antalya